# 奧爾林斯科耶湖 (列寧格勒州)

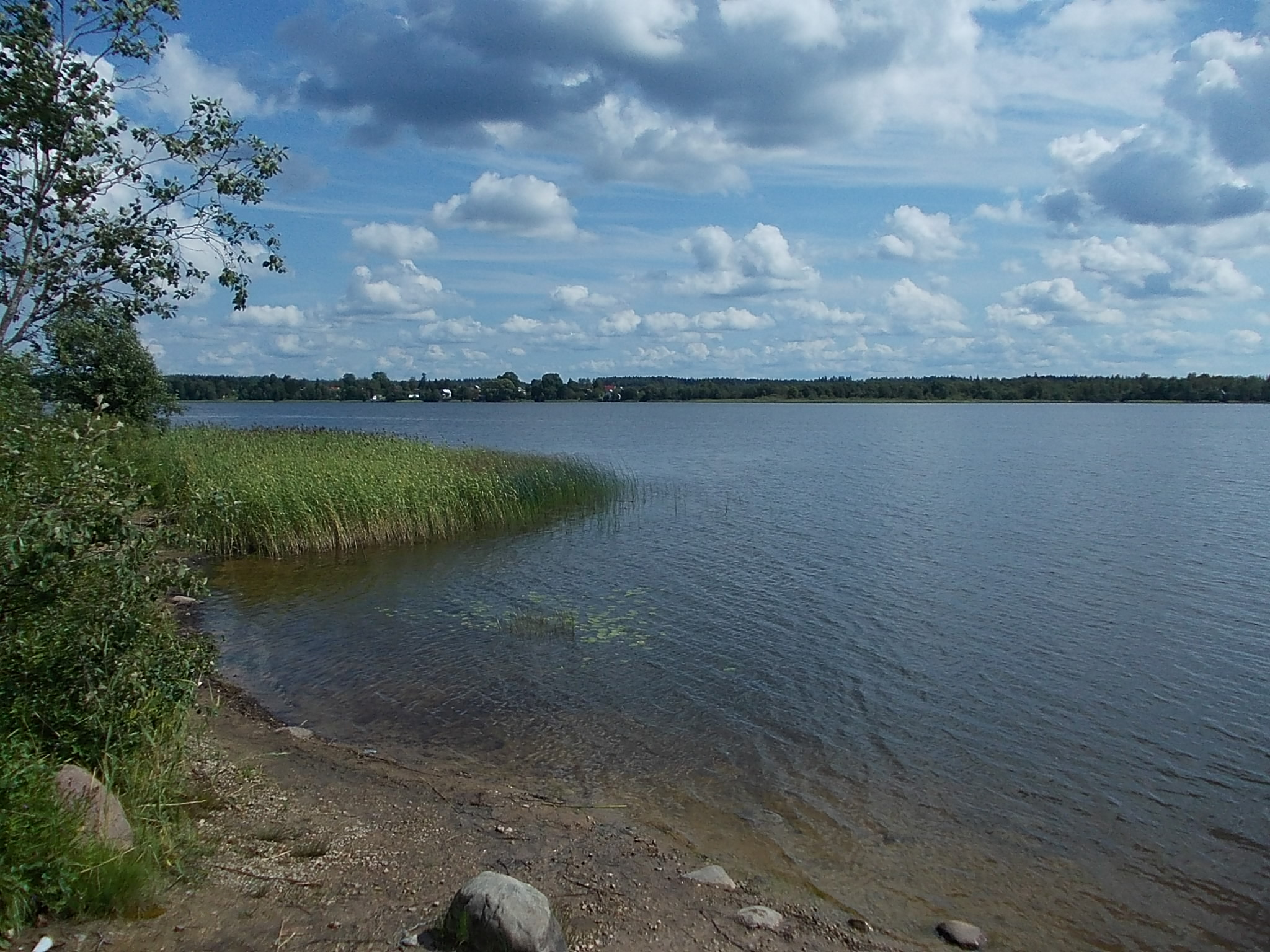

59°15′20″N 30°5′45″E / 59.25556°N 30.09583°E
奧爾林斯科耶湖（俄语：Орлинское озеро），是俄羅斯的湖泊，位於該國西北部，由列寧格勒州負責管轄，長5.6公里、寬0.5公里，面積2.2平方公里，海拔高度73米，集水區面積140平方公里，最大水深4米。